# Pithoascus stoveri
Pithoascus stoveri är en svampart som beskrevs av Arx 1973. Pithoascus stoveri ingår i släktet Pithoascus och familjen Microascaceae.   Inga underarter finns listade i Catalogue of Life.